# Bognor Regis

Bognor Regis est une station balnéaire dans le district d'Arun, dans le Sussex de l'Ouest en Angleterre.

## Histoire
La station a été créée par Sir Richard Hotham à la fin du XVIIIe siècle sur ce qui n'était à l'époque qu'une côte sablonneuse. Certains ont cru reconnaître en Hotham le personnage de Mr Parker dans le roman inachevé de Jane Austen Sanditon.

## Sport
- Bognor Regis Town

## Personnalité
- Charles Henry Dudley Ryder (1868-1945), officier et explorateur, y est mort ;
- Ernest Joyce (vers 1875-1940), explorateur, y est né.
- Rosalind Laker (1921-2012), écrivain, y est née.

## Jumelage
- Saint-Maur-des-Fossés (France) depuis 1980
- Trebbin (Allemagne)
- Weil am Rhein (Allemagne)